# Departamento de bomberos
Un departamento de bomberos (inglés norteamericano) o brigada de bomberos (inglés de la Commonwealth),también conocido como compañía de bomberos, autoridad de bomberos, distrito de bomberos, bomberos y rescate o servicio de bomberos en algunas áreas, es una organización que brinda servicios de prevención y extinción de incendios , así como otros servicios de rescate.
Los departamentos de bomberos suelen ser organizaciones del sector público que operan dentro de un municipio, condado, estado, nación o distrito especial. También existen organizaciones privadas y especializadas de extinción de incendios, como las de rescate de aeronaves y extinción de incendios.
Un departamento de bomberos contiene una o más estaciones de bomberos dentro de sus límites y puede estar compuesto por bomberos, que pueden ser profesionales, voluntarios, reclutas o de guardia. Los departamentos de bomberos combinados emplean una mezcla de bomberos profesionales y voluntarios.En algunos países, los departamentos de bomberos también pueden administrar un servicio de ambulancia , atendido por personal de servicios médicos de urgencia voluntarios o profesionales.

## Organización
Los departamentos de bomberos están organizados en un sistema de administración, servicios, capacitación y operaciones; por ejemplo:
- La administración es responsable de la supervisión, los presupuestos, las políticas y los recursos humanos.
- El servicio ofrece protección, seguridad y educación al público.
- La formación prepara a las personas con los conocimientos y las habilidades para desempeñar sus funciones.
- Operaciones realiza tareas para mitigar daños a las personas, la propiedad y el medio ambiente.

Un servicio de bomberos normalmente se organiza de forma que pueda disponer de estaciones de bomberos, camiones de bomberos y otros equipos pertinentes desplegados estratégicamente en toda el área a la que presta servicio, de modo que los despachadores puedan enviar camiones de bomberos, camiones de bomberos o ambulancias desde las estaciones de bomberos más cercanas al incidente. Los departamentos más grandes tienen sucursales dentro de ellos para aumentar la eficiencia, compuestas por voluntarios, apoyo e investigación.
- Los voluntarios brindan apoyo adicional al departamento en estado de emergencia.
- Apoyar la organización de los recursos dentro y fuera del departamento.
- La investigación debe aportar ventajas en nuevas tecnologías para el departamento.

### Jurisdicción
La mayoría de los lugares están cubiertos por un departamento de bomberos del sector público, que es establecido por un gobierno local o nacional y financiado por impuestos. Incluso los departamentos de bomberos voluntarios pueden recibir algún tipo de financiación gubernamental.
El tamaño típico de un departamento de bomberos varía mucho según el país. En los Estados Unidos, la lucha contra incendios suele organizarse a nivel municipal. Algunos municipios pertenecen a "distritos de protección contra incendios" que son atendidos por el mismo departamento de bomberos, como el Distrito de Protección contra Incendios del Valle de San Ramón. Austria, Alemania y Canadá también organizan servicios de bomberos a nivel municipal. En Francia, los servicios de bomberos cubren principalmente un departamento. En el Reino Unido, la mayoría de los servicios de bomberos cubren uno o más condados, mientras que Escocia e Irlanda del Norte tienen cada uno un solo servicio de bomberos. En Australia, los gobiernos estatales administran los servicios de bomberos, aunque tres estados tienen agencias separadas para áreas metropolitanas y rurales. Polonia, la República Checa, Israel, Italia, Nueva Zelanda y Filipinas tienen servicios nacionales de bomberos y rescate.

### Responsabilidades
Los departamentos de bomberos también pueden proporcionar otros servicios de emergencia, como rescate de aeronaves y extinción de incendios, mitigación de materiales peligrosos, rescate técnico y extinción de incendios forestales.
En algunos países o regiones (por ejemplo, Estados Unidos, Alemania, Japón, Hong Kong, Macao), los departamentos de bomberos pueden ser responsables de proporcionar servicios médicos de emergencia . El personal de EMS puede tener capacitación cruzada como bomberos o una división separada de técnicos médicos de emergencia y paramédicos. Si bien algunos servicios actúan solo como "primeros intervinientes" en emergencias médicas, estabilizando a las víctimas hasta que pueda llegar una ambulancia, otros servicios de bomberos también operan servicios de ambulancia.

## Historia

### Antigua Roma
El primer servicio de extinción de incendios conocido fue creado en la Antigua Roma por Marco Egnacio Rufo, que utilizó a sus esclavos para proporcionar un servicio gratuito de extinción de incendios.Estos hombres combatían incendios utilizando cadenas de baldes y también patrullaban las calles con autoridad para imponer castigos corporales a quienes violaran los códigos de prevención de incendios. El emperador Augusto estableció un departamento de bomberos público en el año 24 a. C., compuesto por 600 esclavos distribuidos en siete estaciones de bomberos en Roma.

### 1600s y 1700s
Los departamentos de bomberos fueron formados nuevamente por compañías de seguros de propiedad a partir del siglo XVII después del Gran Incendio de Londres en 1666. Las primeras brigadas de seguros se establecieron al año siguiente.Otros comenzaron a darse cuenta de que se podía ganar mucho dinero con esta práctica, y diez compañías de seguros más se establecieron en Londres antes de 1832: The Alliance, Atlas, Globe, Imperial, London, Protector, Royal Exchange, Sun Union y Westminster.Cada compañía tenía su propia marca de fuego , una placa duradera que se fijaba al exterior del edificio. Aunque una leyenda popular dice que el cuerpo de bomberos de una compañía no extinguiría un edificio en llamas si no tenía la marca de fuego correcta, hay poca evidencia que respalde esto; la evidencia muestra que las compañías de seguros exigían a sus bomberos que combatieran todos los incendios que encontraban.
Ámsterdam también contaba con un sofisticado sistema de lucha contra incendios a finales del siglo XVII, bajo la dirección del artista Jan van der Heyden, que había mejorado los diseños de las mangueras y bombas contra incendios.
La ciudad de Boston, Massachusetts, estableció el primer departamento de bomberos pagado y financiado con fondos públicos de Estados Unidos en 1678.
El seguro contra incendios debutó en las colonias estadounidenses en Carolina del Sur en 1736, pero fue Benjamin Franklin quien importó el modelo de seguro de Londres. Fundó la primera compañía de seguros contra incendios de las colonias en Filadelfia, llamada Philadelphia Contributionship,así como su asociada Union Volunteer Fire Company, que era una compañía no remunerada (de voluntarios).
Un documento fechado en 1686 informa sobre el sistema de pago de cuatro llamados "sirvientes de bomberos" (en alemán: Feuerknecht) en Viena, que es el año oficial de fundación del Cuerpo de Bomberos de Viena.
En 1754,Halifax, Nueva Escocia, estableció el Departamento Regional de Bomberos y Emergencias de Halifax, que hoy es el departamento de bomberos más antiguo de Canadá.
En 1764, Haddonfield, Nueva Jersey, estableció la segunda compañía de bomberos más antigua de los Estados Unidos.
Otro de los primeros departamentos de bomberos estadounidenses, integrado por voluntarios no remunerados,se estableció en la ciudad de Petersburg, Virginia, en 1773.

### 1800s
En el siglo XIX, las ciudades comenzaron a formar sus propios departamentos de bomberos como un servicio civil para el público, obligando a las compañías de bomberos privadas a cerrar, y muchas fusionaron sus estaciones de bomberos en el departamento de bomberos de la ciudad. En 1833, las diez brigadas independientes de Londres se fusionaron para formar el London Fire Engine Establishment (LFEE), con James Braidwood como director general.Braidwood había sido anteriormente el jefe de bomberos en Edimburgo, donde se fundó el primer servicio de bomberos municipal del mundo en 1824, y ahora se le considera, junto con Van der Heyden, como uno de los fundadores de la lucha contra incendios moderna.El LFEE luego se incorporó a la Brigada Metropolitana de Bomberos de la ciudad en 1865 bajo Eyre Massey Shaw. 
En 1879, la Universidad de Notre Dame estableció el primer departamento de bomberos universitario en los Estados Unidos.

### 1900s
El primer departamento de bomberos motorizado se organizó en 1906 en Springfield, Massachusetts, donde Knox Automobile había desarrollado el primer camión de bomberos moderno un año antes.